# Vasco Gato
Vasco Gato (Lisboa, 30 de Março de 1978) é um poeta português.

## Obras publicadas
- Um mover de mão, Lisboa: Assirio & Alvim, 2000
- Imo, Famalicão: Edições Quasi, 2003
- Lúcifer, Lisboa: Alexandria, 2003
- 47, Lisboa: edição do autor, 2005
- A prisão e paixão de Egon Schiele, Lisboa: &etc, 2005
- Omertà, Famalicão: Edições Quasi, 2007
- Cerco Voluntário, Cadernos do Campo Alegre, 2009
- Rusga, Trama, 2010
- Napule, Tea For One, 2011
- A Fábrica, Língua Morta, 2013
- Fera oculta, Douda Correria, 2014
- Primeiro Direito, Artefacto, 2016

Traduziu a obra Noites de Atropelo de Mark Kozelek (Quasi, 2002)